# 鸭绿江
鸭绿江（：／ Amnokkang */?满语：ᠶᠠᠯᡠ ᡠᠯᠠ  Yalu ula；汉语拼音：Yālù jiāng），是位于中华人民共和国和朝鲜民主主义人民共和国之间的一条界江。入海口地区，朝方岛屿——绸缎岛和薪岛等与中方陆地接壤，因此鸭绿江江面末段最主要的中水道和东水道完全在朝方一侧，目前河口为双方共用，中方陆地仅挨着狭窄的鸭绿江西水道。

## 名称
古称浿水，汉朝称为马訾水，唐朝始称鸭绿江（隋唐时期浿水为大同江），或作鴨水，因其江水清澈，关于鸭绿江其名的来历主要流行着两种说法：一说因江水颜色似鸭头之色而得名；二说因上游地区有鸭江和绿江两条支流汇入，故合而为一，并称为“鸭绿江”。另有源自满语的说法（满语称为Yalu ula，意为“边界之江”）。史书记载建州卫女真常年生活在婆猪江畔（鸭绿江支流）。

## 地理
鸭绿江发源于中国吉林省东南，中朝边境长白山主峰南麓海拔2300米处的长白山天池，然后流向西南，流经吉林省的长白朝鲜族自治县、临江市、集安市、辽宁省的丹东市，在辽宁省丹东市东港附近入黄海北部的西朝鲜湾。鸭绿江入海口是中国大陆海岸线的最北端。全长795公里，其中流经吉林省境界长575公里，辽宁省220公里；流域面积6.19万平方公里，中国境内流域面积约为3.25万平方公里。
- 上游：临江县以上
- 中游：临江县至云峰
- 下游：云峰以下

鸭绿江和中国的吉林省、辽宁省和朝鲜的平安北道、慈江道、两江道相接邻。

### 支流
- 北岸（中国境内）
  - 八道沟河、三道沟河、浑江、红土崖河、大罗圈河
  - 哈泥河、蝲蛄河、苇沙河、小新开河、富尔河
  - 大雅河、半拉江、蒲石河、瑷河、八道河、草河、柳林河

- 南岸（朝鲜境内）
  - 秃鲁江、长津江、慈城江、虚川江、忠满江

## 水文
鸭绿江上下落差较大，源头与河口落差达到2440米。鸭绿江年降水量约在870毫米，自上游向下游渐增，70％集中6～9月。平均流量1040立方米／秒，年径流量327.6亿立方米。7～8月形成夏汛，最大流量是年均流量的15～25倍

## 气候与生物
鸭绿江全流域气候凉湿，分布以红松、枫桦为主的针阔叶混交林，下游多栎林。有多种野生动、植物，在入海口一带，盛产大银鱼。入海口处建有鸭绿江口滨海湿地自然保护区。

## 桥梁
- 丹東大橋（鐵路）：辽宁省丹东市振兴区
- 丹東斷橋（公路）：遼寧省丹東市振興區（全國重點文物保護單位）
- 下河口斷橋（公路）：遼寧省丹東市寬甸滿族自治縣（全國重點文物保護單位）
- 上河口大橋（鐵路）：遼寧省丹東市寬甸滿族自治縣
- 集安大橋（鐵路）：吉林省通化市集安市（全國愛國主義教育示範基地）
- 臨江大橋（公路）：吉林省白山市臨江市

## 水库与水力發電廠

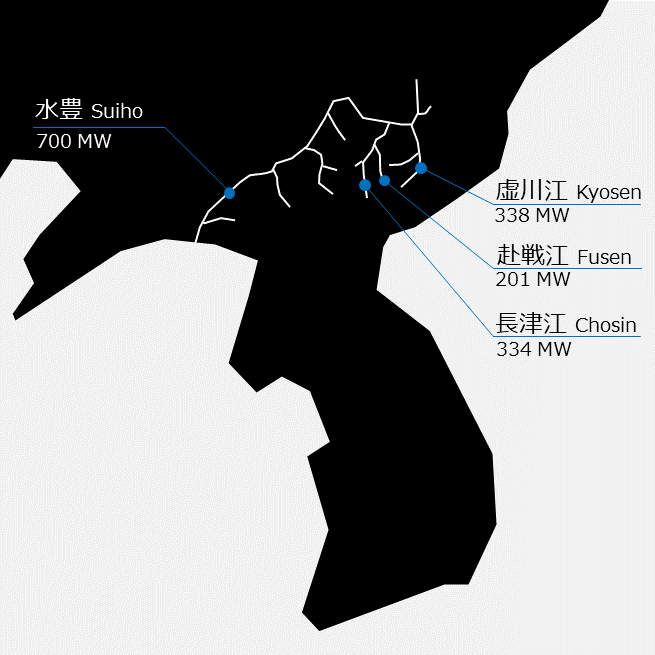
鸭绿江上的水力發電廠（1945年）

鸭绿江落差大，水利资源丰富，干流上建有云峰水库、渭源水库、水丰水库、太平湾水库，支流上建有桓仁水库、回龙山水库、太平哨水库等大中型综合性水利工程。总装机容量188万千瓦，年发电量77.4亿千瓦时（包括水丰水库两侧的扩建电站）。
水丰水电站是鸭绿江上的第一座大型水力發電廠，建于1937年，1941年发电，1955年成立中朝鸭绿江水力发电公司，双方合营水丰发电厂并进行了恢复改建。

## 航运
八道沟以下可通航。干流上建有云峰水库、渭源水库、水丰水库、太平湾水库，均无过船措施，无法通航。吉林省龙湖港

## 延伸阅读
[在维基数据编辑]
 《欽定古今圖書集成·方輿彙編·山川典·鴨綠江部》，出自陈梦雷《古今圖書集成》
1. ↑  朴趾源. . 1784. 環東土數千里，畫江而為國，獨守先王之制度，是明室猶存於鴨水以東也。
2. ↑  杜佑.  . 维基文库.